# Liútikh
Liútikh - Лютых (rus) - és un khútor del krai de Krasnodar, a Rússia. Es troba a la vora dreta del riu Kirpili. És a 10 km al sud de Timaixovsk i a 53 km al nord de Krasnodar.
Pertany al khútor de Tantsura-Kramarenko.